# Jes Lyhne Bonde
Jes Lyhne Bonde er en dansk sejler. Han startede sin karriere i Haderslev sejlklub. I 2005 vandt han de danske mesterskaber for hold og individuel i optimistjolle, hvor han bl.a. vandt over Magnus Kældsø. 3 uger senere vandt Jes Lyhne Bonde EM guld i Polen.

## Resultater
2004
- Udtaget til nordisk mesterskab i Sverige. Placering: 8

2005
- Danmarksmester i holdsejlads 2005 i Egå
- Danmarksmester i individuel 2005 i Egå
- Europamester 2005, i Polen

2006
- Vinder af internationalt stævne i Dubai
- Nr. 2 til et internationalt stævne i Barcelona
- Nr. 22 på Gardasøen 2006. med 500 delagere
- Vinder af sail-extreme 2006 i Kerteminde
- Nr. 4 til hollandske mesterskaber, 380 deltagere
- Vinder af udtagelsesserien og udtaget til VM i Uruguay. Placering: 60
- Bronze til DM 2006 i Egå
- Invitation til Europamesterskabet 2006 i Holland som forsvarende mester. Placering: 6
- Invitation til ”Gold Cup 2006” på Bermuda. Placering 5
- Vinder af opti-A cup/jysk mesterskab 2006
- Vinder af Sail X-mas 2006

2007
- Nr. 3 til et internationalt stævne i Barcelona med 240 deltagere
- Nr. 2 på Gardasøen, med 570 deltagere. Verdens største stævne
- Nr. 4 til hollandske mesterskaber, 380 deltagere
- Vinder af udtagelsesserien og udtaget til VM på Sardinien, Italien
- nr 13 til verdensmesterskabet ud af 250 deltagere fra 56 nationer
- vinder af stort international stævne, Jr. Gold Cup, på Bermuda